# Takeshi Hamada
Pour les articles homonymes, voir Hamada.
Takeshi Hamada (濱田 武, Hamada Takeshi) est un footballeur japonais, né le 21 décembre 1982, dans l'arrondissement Suminoe-ku, à Osaka, au Japon. Il évolue au poste de milieu de terrain.

## Palmarès
- Vainqueur de la Coupe du Japon en 2001 et 2003 avec le Cerezo Osaka